# 제14회 가치봄영화제
제14회 가치봄영화제는 2013년 9월 23일에 열린 시상식이다.

## 수상 및 후보

### 대상
- 강선장 - 원호연 수상

### 우수상
- 못 다한 이야기 - 김보미 수상
- 불륜 - 김준성 수상

### 인권상
- 천사가 되려면 - 박종혁 수상

### 신진작가상
- 시선 너머 - 유지영 외 2명 수상

### 특별상
- 서울유람 - 우문기 수상

### PDFF 경선
- 17세의 여름 - 박건춘
- 더 캐리어 2 - 우창수
- 강선장 - 원호연
- 그녀의 단속반 - 김용완
- 그레이 호프 - 한성권
- 낙원 - 박현근
- 동네 한 바퀴 - 김진호
- 못다한 이야기 - 김보미
- 보청기 - 김양희
- 불륜 - 김준성
- 서울유람 - 우문기
- 성북동 희영씨 - 현정민
- 시선너머 - 유지영 외 2명
- 야구장 가는길 - 이상로
- 엘리제를 위하여 - 한승훈
- 오징어 - 박유찬
- 우리도 좀 놀자 - 박정혁
- 인어공주 - 김지현
- 장구 - 전유나
- 장애인도 버스 좀 탑시다 - 정승천
- 종렬씨의 눈물 - 윤정록
- 차별을 노래하라~ 차별스타 K - 김시형
- 천사가 되려면 - 박종혁
- 케인 - 정시영
- 파인더 - 주명희
- 혼자 살아가기 - 김영순
- 인어공주 - 이규성

### 쟁점 부문
- 당신이 고용주라면 시각장애인을 고용하시겠습니까 - 노동주
- 손.길. - 김문자
- 알레테리아 - 김정욱
- 장애인도 노동자다 - 박종필

### 장애인미디어운동
- 304 대 18 - 정승천
- 각시탈 - 자림학교 미디어반 공동
- 강남스타일 - 자림학교 미디어반 공동
- 경계를 넘다 - 박종혁
- 질라라비 뉴스쇼 - 이경민

### 공감프로젝트
- 남쪽으로 튀어 - 임순례
- 말하는 건축가 - 정재은
- 할매 - 시멘트 정원 - 김지곤

### 해외영화초청
- 러스트 앤 본 - 자크 오디아르
- 세션 : 이 남자가 사랑하는 법 - 벤 르윈